# L'Huisserie
L'Huisserie é uma comuna francesa na região administrativa da Pays de la Loire, no departamento de Mayenne. Estende-se por uma área de 14,72 km². Em 2010 a comuna tinha 4 429 habitantes (densidade: 300,9 hab./km²).
No seu território passa o Rio Jouanne.

## Outras imagens

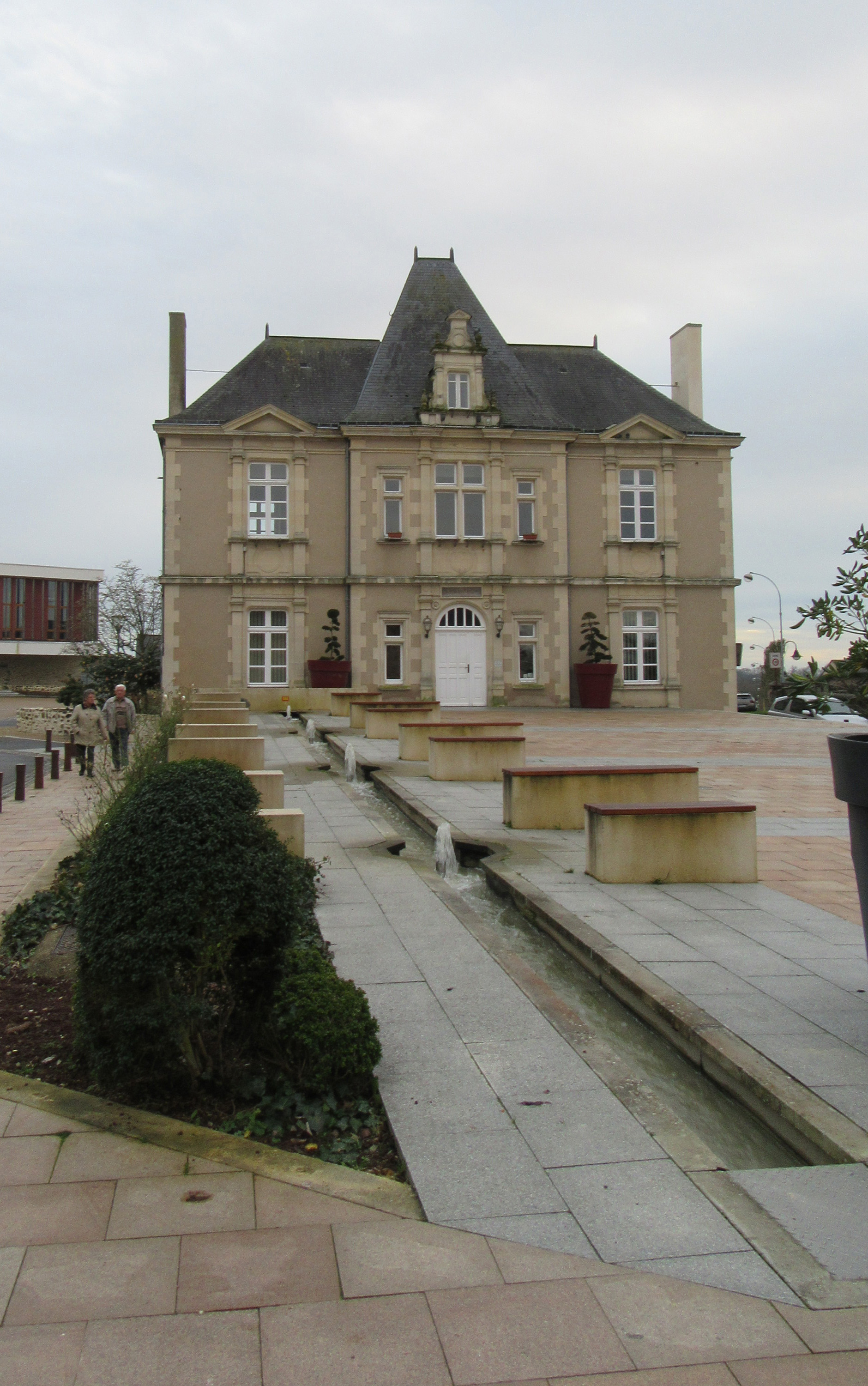
O Palácio Municipal